# Écoquartier des Belles Vues
L’éco-quartier « Les Belles Vues » est un projet d'éco-quartier en cours de réalisation, situé entre les communes d’Arpajon et d’Ollainville. Initié en 2009, l’éco-quartier accueillera en 2018 ses premières installations, et en 2020 ses premiers habitants.
Le projet était porté par la Communauté de communes de l’Arpajonnais, devenue depuis le 1er janvier 2016 Cœur d’Essonne Agglomération, et les  communes d'Arpajon et  d’Ollainville. La Société d’économie mixte du Val d'Orge, la SORGEM, en est l’aménageur.  
Les quatre grandes ambitions du projet sont: 
- Une intégration du site dans le paysage;
- Un lieu de vie convivial et animé ;
- Un cadre de vie sain et confortable ;
- Une attractivité économique créatrice d’emplois.

## Contexte et superficie
Pour l’éco-quartier « Les Belles Vues », les décideurs publics ont privilégié le mode de réalisation en Zone d’aménagement concerté (ZAC). Cette organisation nécessite dès le démarrage du projet une concertation publique de tous les acteurs concernés par l’organisation du territoire, à savoir les collectivités locales et territoriales, l’aménageur, les citoyens, les commerçants ainsi que les entreprises.
La ZAC a également pour avantage, par son montage opérationnel, de faire peser les risques commerciaux sur l’aménageur chargé du projet  et non sur les collectivités. Ainsi, ce n’est pas l’argent des contribuables qui finance le projet.
Cette ZAC appelée éco-quartier « Les Belles Vues » s’étend sur 56 hectares, et comprend 14 hectares d’espaces publics et 6 hectares de parc. Elle prévoit également 12 hectares d’activités économiques (entreprises, bureaux services) et des commerces à l’entrée de quartier, notamment en pieds d’immeubles.

## Nombre de logements
L’éco-quartier « Les Belles Vues » prévoit la construction d’environ 1000 logements dont 700 sur Arpajon et 300 sur Ollainville, pour une estimation d’accueil d’environ 2500 nouveaux habitants. Dans ces logements, 70 % à 80 % seront des logements intermédiaires ou des petits collectifs  et 20 à 30 % seront des lots libres ou des maisons de ville. L’éco-quartier prévoit la réalisation de nouveaux équipements publics pour ses habitants comme un groupe scolaire composé d’une école maternelle et d’une école élémentaire. 
Une structure d’accueil pour la petite enfance est également à l’étude. Le projet entraînera également l’amélioration des services existants, notamment dans le domaine des transports en commun, comme la desserte des lignes de bus DM 20 et DM 26. L’éco-quartier entend également encourager les mobilités alternatives  (douces, comme le vélo ou la marche, mais aussi électriques). Une passerelle par-dessus la RN20 est prévue afin de permettre aux habitants du quartier de facilement rejoindre Arpajon et de profiter des commerces du centre-ville.

## Les ambitions écologiques et la Charte du développement durable
Les acteurs du projet portent l’ambition de réaliser un projet d’aménagement à Haute Qualité Environnementale. Ainsi, l’aménageur et les collectivités, Communauté de communes de l’Arpajonnais devenue Cœur d’Essonne Agglomération depuis le 1er janvier 2016, les communes d’Arpajon et d’Ollainville ont signé, le 23 octobre 2015  une Charte du développement durable. Ce document rassemble et définit les objectifs et les engagements environnementaux des différents acteurs pour le projet.  

### Patrimoine et biodiversité
Cette Charte comporte des clauses de respect du patrimoine du site des Belles Vues. Celui-ci doit son nom à la qualité de son paysage. De ce fait l’éco-quartier « Les Belles Vues » souhaite préserver mais également valoriser les vues ainsi que la beauté des paysages en respectant la topologie du site et en plaçant le végétal et l’eau au cœur de son organisation. L’éco-quartier s’engage aussi à respecter et à renforcer les réservoirs de biodiversité du site en les connectant aux corridors écologiques des territoires proches. 100 % des espèces seront complémentaires et adaptées au climat local et aux caractéristiques pédologiques.

### L’eau au cœur de l’éco-quartier.
Le projet prévoit d’importants efforts dans l’utilisation de l’eau. Ainsi, les acteurs se sont engagés à ce que l’intégralité des toitures soit 100 % fonctionnelles : récupération des eaux pluviales et toitures végétales. Les eaux fluviales seront alors en partie redirigées vers l’arrosage du végétal ou accessibles aux ouvriers du bâtiment. 

### Qualité de l’air, confort et santé
Pour le confort des habitants, l’éco-quartier prévoit d’assurer le respect des normes acoustiques et atmosphériques de construction, notamment en imposant l’implantation des activités les moins bruyantes à proximité du quartier ainsi qu’en utilisant des matériaux et produits avec les plus faibles émissions de substances nocives.  Un  entretien permanent des équipements (ventilation, chauffage) est projeté afin d’assurer la pérennité des performances environnementales et de confort. Le végétal sera au cœur de l’éco-quartier, par l’espace important consacré aux espaces verts et l’encouragement de mise en place de toitures végétales.

## Les économies d'énergie
L’éco-quartier « Les Belles Vues » recherche la meilleure performance énergétique. Des matériaux certifiés HQE (Haute qualité environnementale) seront utilisés en visant l’exemplarité  dans l’isolation. Par ailleurs les bâtiments seront conçus selon une architecture dite « bioclimatique », c’est-à-dire selon des orientations des façades et une disposition des pièces recherchant la plus importante efficience énergétique. Des panneaux solaires thermiques sont prévus sur les toits. Le projet prévoit aussi une optimisation de l’éclairage public afin de limiter la consommation électrique du quartier, avec par exemple l’utilisation de moyen à faible consommation (LEDs) et par une gestion par tranche horaire ou cellules crépusculaires.

## Mobilité et transports
L’éco-quartier « Les belles Vues » permettra de relier les villes d’Arpajon et d’Ollainville et de connecter le centre d’Ollainville à celui du quartier de La Roche. De nombreuses études ont été réalisées pour optimiser la circulation sur le site : une étude préalable en octobre 2011, une étude d’impact en 2010, actualisée en 2015 et un plan  directeur de la RN 20 en août 2015 porté par le Syndicat mixte d’études de la RN 20. Afin de fluidifier et diminuer le trafic routier l’éco-quartier entend, par sa politique de créations d’emplois sur place et la mise à disposition d’équipements scolaires et pour la petite enfance, créer un véritable quartier de vie et ainsi limiter les besoins en déplacements des habitants. Il est également prévu dans le projet d’augmenter la desserte en transport en commun dans l’éco-quartier, notamment à destination de la gare RER et de développer des mobilités alternatives (liaisons douces pour les piétons, vélos, navettes électriques, etc).

## Aspects économiques
Entre 420 et 720 emplois directs attendus sur site. La démarche de projet (de la conception à la réalisation) entrainera la création de nombreux emplois indirects. Les futurs habitants représentent aussi de futurs consommateurs pour les activités et commerces à proximité.

### Liens utiles
- Site du projet : http://www.lesbellesvues.net
- Site de l’aménageur : http://www.sorgem.fr/
- Site de la mairie d’Arpajon : http://www.arpajon91.fr/
- Site de la mairie d’Ollainville : http://www.mairie-ollainville91.fr/
- Site de Cœur d’Essonne Agglomération : http://www.coeuressonne.fr/

### Documents utiles
- La Charte du Développement durable
- Plaquette de présentation du projet

### Articles de presse
- [https://web.archive.org/web/20160124192205/http://essonneinfo.fr/91-essonne-info/87638/les-belles-vues-le-futur-eco-quartier-darpajon-et-oinville/

Les Belles Vues, le futur éco-quartier d’Arpajon et Ollainville]
- « Arpajon/Ollainville : un écoquartier controversé », Le Républicain,‎ 16 mars 2016 (lire en ligne, consulté le 5 octobre 2024)
- http://www.leparisien.fr/espace-premium/essonne-91/mille-logements-sortiront-de-terre-dans-la-zac-des-belles-vues-12-07-2013-2975595.php
- http://www.leparisien.fr/arpajon-91290/arpajon-et-ollainville-une-reunion-sur-le-futur-ecoquartier-les-belles-vues-08-03-2016-5608943.php